# Polystichum huashanicola
Polystichum huashanicola är en träjonväxtart som först beskrevs av W. M. Chu och Z.R.He, och fick sitt nu gällande namn av Li Bing Zhang. Polystichum huashanicola ingår i släktet Polystichum och familjen Dryopteridaceae. Inga underarter finns listade.